# Saint-Brice (Charente)
Saint-Brice – miejscowość i gmina we Francji, w regionie Nowa Akwitania, w departamencie Charente.
Według danych na rok 1990 gminę zamieszkiwały 1002 osoby, a gęstość zaludnienia wynosiła 108 osób/km² (wśród 1467 gmin regionu Poitou-Charentes Saint-Brice plasuje się na 310. miejscu pod względem liczby ludności, natomiast pod względem powierzchni na miejscu 869.).